# Surjoux
Surjoux è un ex comune francese di 74 abitanti situato nel dipartimento dell'Ain della regione dell'Alvernia-Rodano-Alpi. Il 1º gennaio 2019 è stato accorpato al comune di Lhôpital per formare il nuovo comune di Surjoux-Lhopital.

## Società

### Evoluzione demografica
Abitanti censiti